# Ballade des langues ennuyeuses
La Ballade des langues ennuyeuses est un poème de François Villon qui fait partie de son Testament ou Grand Testament.
Il s'agit d'une des quelques rares « Grandes Ballades » émaillant cet ouvrage où la plupart sont des « Petites Ballades », côtoyant outre les huitains composant la majorité de l’œuvre, des formes poétiques proches du Rondeau.
Autant l'appellation ennuyeuse (enuieuses) semble être acceptée de nos jours, autant on trouve dans les premières éditions imprimées connues (1489, 1490) le texte « Soiêt frittes (ou frictes, et même fricassées dans l'édition sainct Nicolas de 1524) ces langues venimeuses ». Ce point reste encore discuté .
On pourra aussi noter le texte « Car oncques morsure de serpent coup d'espee ou autre pointure ne fut venimeuse ne si perilleuse comme langue de personne envieuse » issu de La Cité des dames de Christine de Pisan, que Villon a très probablement pu connaitre, et qui aurait même pu l'inspirer aussi pour la Ballade des dames du temps jadis (depuis le De mulieribus claris de Boccace, que Christine de Pisan a discuté en opposition au Roman de la Rose, premier débat littéraire français documenté).
On trouve aussi dans certaines éditions « envieuses » au lieu d'« enuieuses », mots qui se distinguent mal dans l'écriture du XVe siècle.

## Titre
Le titre, se référant dans les éditions les moins anciennes au vers finissant chacun des dizains de la ballade, il s'agit d'une des rares « Grandes Ballades » de cet ouvrage, qui contient surtout des « Petites Ballades ». Cette ballade fait clairement et logiquement suite au huitain la précédant qui finit par le vers « Ce Recipe m’escript, sans fable. »

## Fond
Pour plus de détails, voir les notes se rapportant au poème
Après avoir énuméré nombre de legs présentés très ironiquement qu'il fait à ses amis et surtout ennemis, François Villon commet ici un des rares poème de haine explicite de l’œuvre, là où il emploie plus volontiers des détours ou des suggestions ailleurs. Néanmoins, il s'agit d'une mise en commun de toutes ses haines, sans nom explicite, et qui marque un tournant dans le discours de son testament, qui redevient globalement plus sombre par la suite.
Cette œuvre ne faisant pas partie, par exemple, du manuscrit de Stockholm, et détonant quelque peu comparativement aux autres œuvres émaillant l'ouvrage, des doutes ont été émis quant à la paternité de l’œuvre.

## Forme
Il s'agit de ce qu'on appelle une grande Ballade, comme certaines autres de l’œuvre, à savoir :
- trois dizains décasyllabes et un quintil décasyllabe, l'envoi ;
- utilise quatre rimes A, B, C, D ;
- dans les trois dizains elles sont disposées ABABBCCDCD, dans l'envoi elles sont CCDCD ;

Par opposition avec la majorité des petites ballades du texte.

## Texte de la ballade et transcription en français moderne
Texte de la ballade  et essai de traduction en français moderne.
| 5 10 15 20 25 30 35 | En reagal, en arsenic rocher, En orpigment, en salpestre et chaulx vive ; En plomb boillant, pour mieulx les esmorcher ; En suif et poix, destrampez de lessive Faicte d’estronts et de pissat de Juifve ; En lavaille de jambes à meseaulx ; En raclure de piedz et vieulx houseaulx ; En sang d’aspic et drogues venimeuses ; En fiel de loups, de regnards et blereaux, Soient frittes ces langues envieuses ! En cervelle de chat qui hayt pescher, Noir, et si vieil qu’il n’ait dent en gencive ; D’ung vieil mastin, qui vault bien aussi cher Tout enragé, en sa bave et salive ; En l’escume d’une mulle poussive, Detrenchée menu à bons ciseaulx ; En eau où ratz plongent groings et museaulx, Raines, crapauds, telz bestes dangereuses, Serpens, lezards, et telz nobles oyseaulx, Soient frittes ces langues envieuses ! En sublimé, dangereux à toucher ; Et au nombril d’une couleuvre vive ; En sang qu’on mect en poylettes secher, Chez ces barbiers, quand plaine lune arrive, Dont l’ung est noir, l’autre plus vert que cive, En chancre et fix, et en ces ords cuveaulx Où nourrices essangent leurs drappeaulx ; En petits baings de filles amoureuses - Qui ne m'entant n'ay suivy les bordeaux - Soient frittes ces langues envieuses ! ENVOI. Prince, passez tous ces friands morceaux, S’estamine n’avez, sacs ou bluteaux, Parmy le fons d’unes brayes breneuses ; Mais, paravant, en estronts de pourceaulx Soient frittes ces langues envieuses ! | En réalgar, en minerai d'arsenic, En orpiment, en salpêtre et chaux vive, En plomb bouillant pour mieux les amorcer, En suif et poix, détrempé de lessive Fait d'étrons et d'urine de Juive; En eau de lavage de jambe de lépreux; En raclure de pied et vieux vêtements ; En sang de vipère et drogues venimeuses ; En bile de loup, de renards, de blaireaux, Soient frites ces langues envieuses ! En cervelle de chat qui hait pêcher, Noir, et si vieux qu’il n’ait dent en gencive ; D’un vieux mâtin, qui vaut bien aussi cher Tout enragé, en sa bave et salive ; En l’écume d’une mule poussive, Découpée menu à bons cisaulx ; Dans l'eau où les rats plongent leurs museaux, Les rainettes, les crapauds, ces bêtes dangereuses, Les serpents, lézards, et ces nobles oiseaux, Soient frites ces langues envieuses ! Sublimé, il est dangereux à toucher ; Et au nombril d’une vipère ; En sang qu’on mets à sécher en paillettes, Chez ces chirurgiens, quand la pleine lune arrive, Dont l’un est noir, l’autre plus vert que ciboulette, En chancre et tumeur, et en ces répugnantes cavités, Où les nourrices lavent les langes ; En petits bains de filles amoureuses - Qui ne comprend n'a fréquenté les bordels - Soient frites ces langues envieuses ! ENVOI. Prince, dégustez tous ces morceaux de gourmets, Pour trier vous qui n’avez, pour tamis grossiers, Qu'une culotte souillée Auparavant par des étrons de porc Soient frites ces langues envieuses ! |